# 1996年モナコグランプリ
1996年モナコグランプリ(1996 Monaco Grand Prix)は1996年F1世界選手権第6戦として1996年5月19日にモンテカルロ市街地コースで開催された。

## 予選
予選ではデイモン・ヒルが暫定トップタイムを記録し、ポールポジションが確実と思われた。しかし、セッション終了間際にラストアタックに入ったミハエル・シューマッハが、最終区間（セクター3）でタイムを縮めてヒルを0.5秒上回り、ポールポジションの座を奪い取った。シューマッハはサンマリノGPに続いて2戦連続のポール獲得。モナコ3連覇に向けて好位置をえた。
ジャン・アレジが3位、ゲルハルト・ベルガーが4位とベネトン勢がセカンドローに並んだ。ヒルのチームメイトであるジャック・ヴィルヌーヴはモンテカルロ攻略に手こずり、10番手と出遅れた。

## 決勝

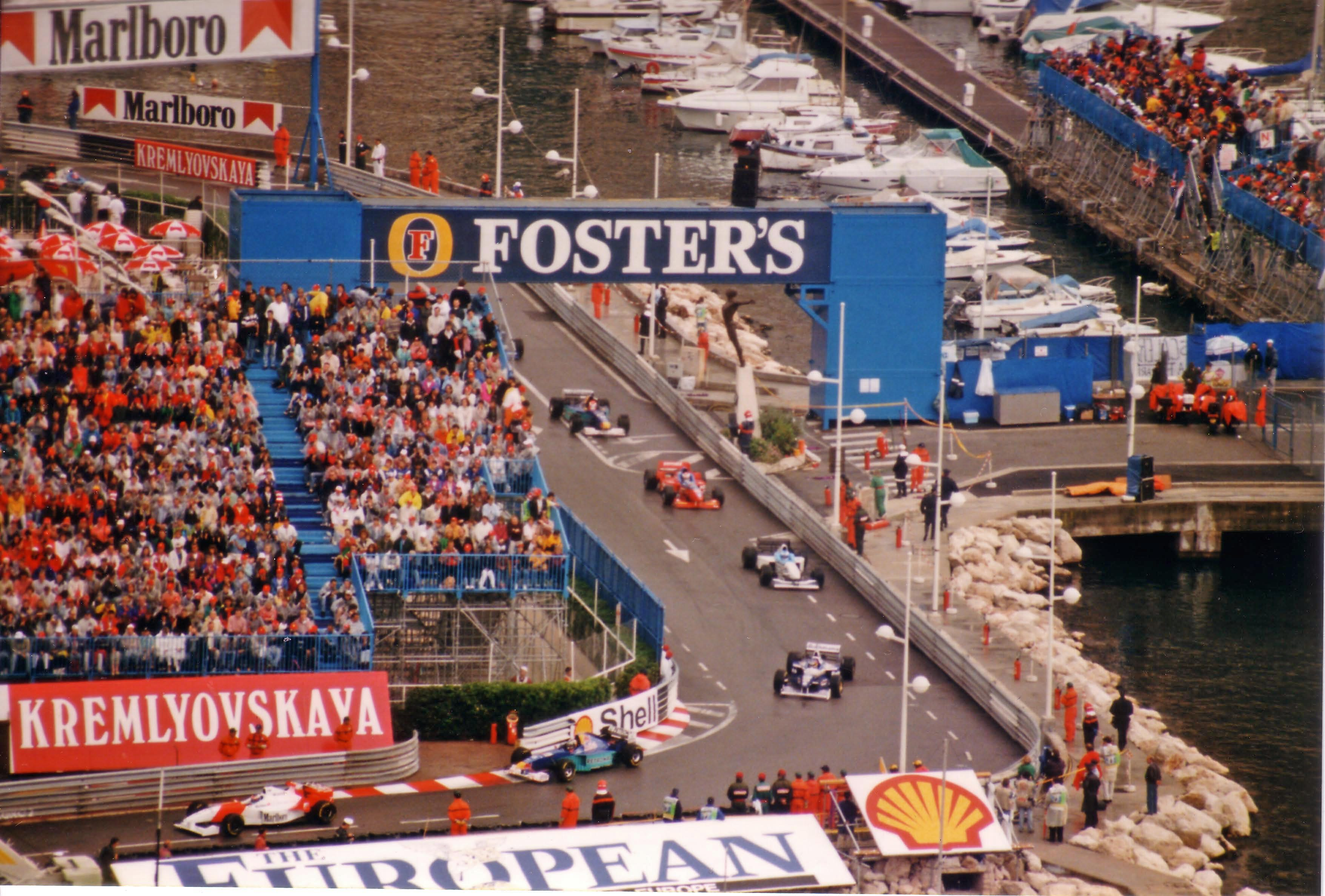
スタート前のフォーメーションラップ

フォルティのアンドレア・モンテルミーニがウォームアップ走行中にトンネル内でクラッシュし負傷。代役出走は不可能となったため、フォルティはルカ・バドエルのみの出走となった。決勝当日の午前中に激しい雨が降り、レース開始時刻には止んでいたものの路面はまだ濡れており、ヨス・フェルスタッペン以外は各車レインタイヤを履いてスタートに臨んだ。デビッド・クルサードはヘルメットのバイザーが曇ってしまうため、急遽シューマッハのスペアヘルメットを借りることになった。
スタートでは2番グリッドのヒルが好スタートでシューマッハを交わしてトップに立った。ただ1台ドライタイヤでスタートするギャンブルに出たフェルスタッペンが1コーナーでクラッシュして早くもリタイア。さらに2番手を走行していたシューマッハが、トンネル手前のポルティエでスリップしてガードレールにクラッシュ、前年度チャンピオン&モナコウィナーが呆気なくリタイアした。ほかにもルーベンス・バリチェロがラスカスでスピン、ジャンカルロ・フィジケラとペドロ・ラミーが接触するなど、オープニングラップで早くも5台がリタイアする波乱の幕開けとなった。その後も荒れた展開は続き、片山右京、リカルド・ロセットが相次いでクラッシュ。10周目には3番手を走行していたベルガーがギアボックストラブルでマシンを降りた。
1位ヒル、2位アレジの後方では、ペースの上がらないエディ・アーバインの後ろにマシンが数珠つなぎになっていた。ハインツ＝ハラルド・フレンツェンがヘアピンで強引にインを狙うが、アーバインに追突してノーズを壊し、最後尾まで後退した。路面は完全にドライコンディションとなり、30周目前後に各車ピットインしてドライタイヤへ交換した。
予選14番手だったオリビエ・パニスは燃料をたっぷり積んでスタートし、ピットストップでの再給油を短くしたことで7位から4位にポジションを上げた。パニスはファステストラップを連発し、フレンツェンと同じくヘアピンでアーバインのインを狙い、3番手に上がった。アーバインは接触の弾みでバリアにぶつかった上にシートベルトを緩めてしまったため、ピット作業で大幅にタイムロスした。
ヒルは快調なペースでとばし、2番手のアレジに20秒以上の大差をつけて独走していた。しかし、41周目に全開でトンネルを走行中、突然ルノーエンジンがブロー、父・グラハムに続く親子2代モナコ制覇の好機は呆気なく逃げて行った。
ヒルのリタイヤによってトップに立ったアレジは2位のパニスに30秒の大差をつけていたが、60周目に突如ピットイン。再びコースに戻るも次の周にまたピットインしてマシンを降りた。原因はベルガーと同じくサスペンションのトラブルであった。これでパニスがトップに立ち、コース上には再び雨が降り始めた。
その後も波乱の展開は続き、67周目には5位走行中のヴィルヌーヴが6周遅れのルカ・バドエルをミラボーで交わそうとしたところ接触し、ヘアペンでストップ。バドエルもリアサスペンションが折れており、トンネルに入る直前でストップした。これでコース上に残っているのは1位パニス、2位クルサード、3位ジョニー・ハーバート、4位フレンツェン、5位ミカ・サロ、6位ミカ・ハッキネン、7位アーバイン（1周遅れ）という7台のみになった。パニスの1秒後方には（シューマッハのヘルメットを被る）クルサードが迫ってきたが、パニスは落ち着いた走りで隙を与えなかった。
71周目、アーバインが奇しくもチームメイトであるシューマッハがクラッシュしたポルティエでスピン。体勢を立て直そうとスピンターンしたところにサロとハッキネンが玉突き事故を起こす形となり、3台がここで止まった。さらに1周遅れの4位のフレンツェンが順位アップの可能性がなくなったため残り2周でピットに戻ってマシンを降りた。
モナコGPの規定周回数は78周だが、序盤ウェット路面だったこととトップを走るマシンの相次ぐリタイアにより全体のレースペースが遅くなり、2時間ルールが適用され75周で終了となった。優勝はパニス、2位にクルサード、3位にハーバートで、正式にチェッカーフラッグを受けたのは僅か3台だった。ピットでマシンを降りたフレンツェンが4位、規定周回数の90パーセントを走破していたサロ、ハッキネン、アーバインがそれぞれ5、6、7位。完走扱いを含めても僅かに7台という近年まれに見る大波乱のレース結果となった。
オリビエ・パニスとエンジンサプライヤーの無限にとって初優勝。リジェにとっても1981年カナダグランプリのジャック・ラフィット以来15年ぶりの優勝を獲得し、モナコGPでフランス人のパニスがフランスチームのリジェでフランス国旗を掲げるというウイニングランとなった。しかし結果としてこれがチームにとって最後の優勝であり、パニスにとってもF1での唯一の優勝となった。

## 結果
| 順位 | No | ドライバー                       | チーム                   | 周回数 | タイム/リタイア    | グリッド | ポイント |
| ---- | -- | -------------------------------- | ------------------------ | ------ | ------------------ | -------- | -------- |
| 1    | 9  | オリビエ・パニス                 | リジェ・無限ホンダ       | 75     | 2:00'45.629        | 14       | 10       |
| 2    | 8  | デビッド・クルサード             | マクラーレン・メルセデス | 75     | +4.828             | 5        | 6        |
| 3    | 14 | ジョニー・ハーバート             | ザウバー・フォード       | 75     | +37.503            | 13       | 4        |
| 4    | 15 | ハインツ＝ハラルド・フレンツェン | ザウバー・フォード       | 74     | ピット/棄権        | 9        | 3        |
| 5    | 19 | ミカ・サロ                       | ティレル・ヤマハ         | 70     | アクシデント       | 11       | 2        |
| 6    | 7  | ミカ・ハッキネン                 | マクラーレン・メルセデス | 70     | アクシデント       | 8        | 1        |
| 7    | 2  | エディ・アーバイン               | フェラーリ               | 68     | アクシデント       | 7        |          |
| Ret  | 6  | ジャック・ヴィルヌーヴ           | ウィリアムズ・ルノー     | 66     | アクシデント       | 10       |          |
| Ret  | 3  | ジャン・アレジ                   | ベネトン・ルノー         | 60     | サスペンション     | 3        |          |
| Ret  | 22 | ルカ・バドエル                   | フォルティ・フォード     | 60     | アクシデント       | 21       |          |
| Ret  | 5  | デイモン・ヒル                   | ウィリアムズ・ルノー     | 40     | エンジン           | 2        |          |
| Ret  | 12 | マーティン・ブランドル           | ジョーダン・プジョー     | 30     | スピンアウト       | 16       |          |
| Ret  | 4  | ゲルハルト・ベルガー             | ベネトン・ルノー         | 9      | ギアボックス       | 4        |          |
| Ret  | 10 | ペドロ・ディニス                 | リジェ・無限ホンダ       | 5      | トランスミッション | 17       |          |
| Ret  | 16 | リカルド・ロセット               | フットワーク・ハート     | 3      | スピンアウト       | 20       |          |
| Ret  | 18 | 片山右京                         | ティレル・ヤマハ         | 2      | スピンアウト       | 15       |          |
| Ret  | 1  | ミハエル・シューマッハ           | フェラーリ               | 0      | スピンアウト       | 1        |          |
| Ret  | 11 | ルーベンス・バリチェロ           | ジョーダン・プジョー     | 0      | スピンアウト       | 6        |          |
| Ret  | 20 | ペドロ・ラミー                   | ミナルディ・フォード     | 0      | アクシデント       | 19       |          |
| Ret  | 21 | ジャンカルロ・フィジケラ         | ミナルディ・フォード     | 0      | アクシデント       | 18       |          |
| Ret  | 17 | ヨス・フェルスタッペン           | フットワーク・ハート     | 0      | アクシデント       | 12       |          |
| DNS  | 23 | アンドレア・モンテルミーニ       | フォルティ・フォード     |        | 負傷               | 22       |          |